# Tim Birkhead
Timothy Robert Birkhead (né en 1950) est un ornithologue britannique. Il est professeur de comportement et d'évolution à l'Université de Sheffield   depuis 1976.

## Éducation
Birkhead obtient un baccalauréat en biologie de l'Université de Newcastle en 1972, suivi d'un doctorat en philosophie de l'Université d'Oxford en 1976 pour des recherches sur la biologie de la reproduction et la survie des guillemots Uria aalge supervisées par EK Dunn et Chris Perrins. Il reçoit ensuite un doctorat en sciences de Newcastle en 1989.

## Recherche et carrière
Les recherches de Birkhead sur la promiscuité chez les oiseaux redéfinissent les systèmes d'accouplement des oiseaux. Se concentrant initialement sur la signification adaptative de la promiscuité masculine et de la promiscuité féminine, il passe ensuite à l'étude des mécanismes et résout les mécanismes de la compétition des spermatozoïdes chez les oiseaux. Il fournit certaines des premières preuves de: choix cryptique des femelles chez les oiseaux; répartition stratégique du sperme, et il fournit également les premières estimations de la génétique quantitative des caractéristiques du sperme chez les oiseaux.
Les recherches de Birkhead ont également résolu le problème de la polyspermie chez les oiseaux et fourni la première preuve de la sélection morphologique des spermatozoïdes dans l'appareil reproducteur féminin. Son étude à long terme sur la biologie des populations de guillemots communs sur l'île de Skomer au large du Pays de Galles est en cours depuis 1972,.
Ses recherches récentes portent sur l'importance adaptative de la forme des œufs chez les oiseaux, notamment le guillemot commun dont on pense depuis longtemps que l'œuf piriforme lui permet de tourner comme un sommet ou de rouler en arc pour l'empêcher de rouler. le rebord de la falaise. Cependant, il n'y a aucune preuve pour l'une ou l'autre de ces idées,. Au lieu de cela, Birkhead et ses collègues identifient le principal avantage d'une forme piriforme : la stabilité. La forme piriforme rend l'œuf intrinsèquement plus stable, en particulier sur les surfaces en pente sur lesquelles les guillemots se reproduisent couramment.